# یازدهمین جشن سینمای ایران
یازدهمین جشن بزرگ سینمای ایران در کاخ سعدآباد به دبیری پرویز پرستویی در روز ۲۰ شهریور ۱۳۸۶ برگزار شد و این نتایج را در برداشت.

## تعداد نامزدها و برنده‌ها
فیلمهایی که در چند رشته کاندیدای دریافت تندیس بودند:
| پاداش سکوت      | ۱۳ |
| اتوبوس شب       | ۱۲ |
| پابرهنه در بهشت | ۱۱ |
| خون‌بازی         | ۹  |
| قاعده بازی      | ۵  |
| روز سوم         | ۴  |
| دست‌های خالی     | ۳  |
| مینای شهر خاموش | ۳  |

فیلمهایی که موفق به دریافت چند تندیس شدند:
| اتوبوس شب       | ۴ |
| خون‌بازی         | ۳ |
| پاداش سکوت      | ۲ |
| پابرهنه در بهشت | ۲ |

## لیست جوایز[۲][۳][۴][۵]
| تندیس بهترين فيلم - مهدی همایون‌فر – اتوبوس شب - احمدرضا معتمدی – قاعده بازی - محسن علی‌اکبری – پاداش سکوت - جهانگیر کوثری، رخشان بنی‌اعتماد – خون‌بازی - علی جلالی – روز سوم                                                 | تندیس بهترين کارگردانی - رخشان بنی‌اعتماد، محسن عبدالوهاب – خون‌بازی - مازیار میری – پاداش سکوت - کیومرث پوراحمد – اتوبوس شب - نقی نعمتی – آن سه - بهرام توکلی – پابرهنه در بهشت                                                      |
| تندیس بهترين بازیگر زن - باران کوثری – خون‌بازی - یکتا ناصر – روز برمی‌آید - نیکی کریمی – ستاره است - مریلا زارعی – دست‌های خالی - باران کوثری – روز سوم                                                                     | تندیس بهترين بازیگر مرد - خسرو شکیبایی – اتوبوس شب - هومن سیدی – پابرهنه در بهشت - عزت‌الله انتظامی – مینای شهر خاموش - خسرو شکیبایی – دست‌های خالی - حامد بهداد – روز سوم                                                            |
| تندیس بهترين بازیگر زن نقش مکمل - سیما تیرانداز – پاداش سکوت - بیتا فرهی – خون‌بازی - پریوش نظریه – پاداش سکوت - فاطمه گودرزی – دست‌های خالی - پانته‌‌آ بهرام – بچه‌های ابدی                                                   | تندیس بهترين بازیگر مرد نقش مکمل - صابر ابر – مینای شهر خاموش - فرهاد اصلانی – پاداش سکوت - محمدرضا فروتن – اتوبوس شب - مهرداد صدیقیان – اتوبوس شب - جعفر والی – پاداش سکوت                                                         |
| تندیس بهترين موسیقی متن - کارن همایون‌فر – ژانی گه‌ل - داریوش تقی‌پور – مینای شهر خاموش - فردین خلعتبری – اتوبوس شب - پیمان یزدانیان – پاداش سکوت - علی صمدپور – پابرهنه در بهشت - کارن همایون‌فر – آفتاب بر همه یکسان می‌تابد | تندیس بهترين فیلمنامه - کیومرث پوراحمد، حبیب احمدزاده – اتوبوس شب - بهرام توکلی – پابرهنه در بهشت - سعید شاهسواری، بیژن میرباقری – روز برمی‌آید - رخشان بنی‌اعتماد، فرید مصطفوی، محسن عبدالوهاب – خون‌بازی - فرهاد توحیدی – پاداش سکوت |
| تندیس بهترين فيلمبرداری - حمید خضوعی‌ابیانه – پابرهنه در بهشت - علیرضا زرین‌دست – رییس - بایرام فضلی – باز هم سیب داری؟ - بهرام بدخشانی – پاداش سکوت - محمود کلاری – خون‌بازی                                                | تندیس بهترين تدوین - بهرام دهقان، رضا شیروانی – پابرهنه در بهشت - کیومرث پوراحمد، بهرام دهقان – اتوبوس شب - محمدرضا مویینی – آفتاب بر همه یکسان می‌تابد - بهرام دهقان – پاداش سکوت - سپیده عبدالوهاب – خون‌بازی                       |
| تندیس بهترين چهره‌پردازی - مهرداد میرکیانی – قاعده بازی - علی سام‌خواه – روز سوم - مهرداد میرکیانی – ستاره است - سعید ملکان – پابرهنه در بهشت - مهرداد میرکیانی – خون بازی                                                  | تندیس بهترین طراحی صحنه و لباس - ایرج رامین‌فر – پرونده هاوانا - علی مربی – اتوبوس شب - مجید لیلاجی – پابرهنه در بهشت - امیر اثباتی – پاداش سکوت - ژیلا مهرجویی – خون بازی                                                           |
| تندیس بهترین صدابرداری - یدالله نجفی – خون‌بازی - یدالله نجفی – بچه‌های ابدی - حسن زاهدی – پابرهنه در بهشت - محمد مختاری – اتوبوس شب - مهران ملکوتی – پاداش سکوت                                                            | تندیس بهترین صداگذاری و میکس - مسعود بهنام، حسین ابوالصدق – اتوبوس شب - محمدرضا دلپاک – خون‌بازی - محمدرضا دلپاک – قاعده بازی - محمود موسوی‌نژاد – پابرهنه در بهشت - محمدرضا دلپاک – خدا نزدیک است                                    |
| تندیس بهترین جلوه‌های ویژه بصری - علاالدین پژهان – پاداش سکوت - امیررضا معتمدی – مخمصه - علاالدین پژهان – قاعده بازی - عباس شوقی – رویای خیس - ایرج کریمیان – پابرهنه در بهشت                                              | تندیس بهترین جلوه‌های ویژه میدانی - محسن روزبهانی – روزسوم - اصغر پورهاجریان – آخرین ملکه زمین - محسن روزبهانی – قاعده بازی - اصغر پورهاجریان – رییس - محسن روزبهانی – اتوبوس شب                                                     |
| تندیس بهترین فیلم کوتاه داستانی - عاطفه خادم‌الرضا – تنگ خالی ماهی - شهرام مکری – محدوده دایره (دیپلم افتخار) - روح‌الله مسرور – بوق - پیمان نهان‌قدرتی – خواب سرد - آیدا پناهنده – روشنایی‌های شهر                           | |

## مراسم جنبی
- اجرای موسیقی توسط حسین علیزاده.

## مراسم
- تندیس بهترین فیلم کوتاه داستانی را علیرضا خمسه به عاطفه خادم الرضا برای فیلم تنگ خالی ماهی اهدا کرد.
- تندیس بهترین چهره پردازی را بیژن محتشم و حمید جبلی به مهرداد میرکیانی برای فیلم قاعده بازی اهدا کردند.
- تندیس بهترین جلوه های ویژه بصری را بیژن محتشم و حمید جبلی به علاالدین پژمان برای فیلم پاداش سکوت اهدا کردند.
- تندیس بهترین جلوه های ویژه میدانی را رویا نونهالی و فرهاد آئیش به محسن روزبهانی برای فیلم روز سوم اهدا کردند.
- تندیس بهترین صدابرداری را علی دهکردی و محمود سماک‌باشی به یدالله نجفی برای فیلم خون‌بازی اهدا کردند.
- تندیس بهترین صداگذاری را سیروس ابراهیم‌زاده و بهرام زند به مسعود بهنام و حسین ابوالصدق برای فیلم اتوبوس شب اهدا کردند.
- تندیس بهترین طراحی صحنه و لباس را شقایق فراهانی و مجید میرفخرایی به ایرج رامین‌فر برای فیلم پرونده هاوانا اهدا کردند.
- تندیس بهترین موسیقی متن را رامبد جوان و ناصر چشم آذر به کارن همایون‌فر برای فیلم ژانی گه‌ل اهدا کردند.
- تندیس بهترین تدوین را عباس گنجوی و حسن پور‌شیرازی به بهرام دهقانی برای فیلم پابرهنه در بهشت اهدا کردند.
- تندیس بهترین فیلمبرداری را امین تارخ و محمدرضا سکوت به حمید خضوعی ابیانه برای فیلم پابرهنه در بهشت اهدا کردند.
- تندیس بهترین بازیگر نقش مکمل مرد را ترانه علیدوستی و کامبیز دیرباز به صابر ابر برای فیلم مینای شهر خاموش اهدا کردند.
- تندیس بهترین بازیگر نقش مکمل زن را محمدرضا بزرگ نیا و هانیه توسلی به سیما تیرانداز برای فیلم پاداش سکوت اهدا کردند.
- تندیس بهترین بازیگر نقش اول زن را عزت الله انتظامی و شهاب حسینی به باران کوثری برای فیلم خون‌بازی اهدا کردند.
- تندیس بهترین بازیگر نقش اول مرد را جمشید مشایخی و محمد مهدی دادگو به خسرو شکیبایی برای فیلم اتوبوس شب اهدا کردند.
- تندیس بهترین فیلمنامه را مسعود کیمیایی به کیومرث پوراحمد و حبیب احمدزاده برای فیلم اتوبوس شب اهدا کرد.
- تندیس بهترین کارگردانی را محمدرضا هنرمند و کامبوزیا پرتوی به رخشان بنی اعتماد و محسن عبدالوهاب برای فیلم خون‌بازی اهدا کردند.
- تندیس بهترین فیلم را رضا میرکریمی به مهدی همایون فر برای فیلم اتوبوس شب اهدا کرد.